# Hermine Braunsteiner
Hermine Braunsteiner-Ryan (Vienna, 16 luglio 1919 – Bochum, 19 aprile 1999) è stata una criminale nazista austriaca.

## Biografia
Nacque in Austria presso un'influente famiglia. Finita la scuola, sognava di diventare infermiera; non riuscendo nell'intento, lavorò per un breve periodo come domestica assieme a sua sorella nel Regno Unito. Nel 1939 venne assunta per un lavoro alla Heinkel di Berlino e mandata nel campo di concentramento di Ravensbrück, vicino alla capitale tedesca. Nell'ottobre del 1942, a causa di alcune frizioni tra la Braunsteiner e il suo supervisore Maria Mandel, venne trasferita nel campo di Majdanek, nei pressi di Lublino in Polonia, dove venne successivamente promossa come assistente di reparto.
Svolgendo tale mansione, si rese responsabile di crimini, abusi e atti di sadismo: si occupò infatti della "selezione" di donne e bambini da mandare alle camere a gas; frustò a morte diverse donne, e divenne nota nel campo per aver ucciso varie donne, anche bambine e anziane, calpestandole con particolare violenza. Questa abitudine le valse nel campo il soprannome di giumenta di Majdanek (dal tedesco: Stute von Majdanek), reso in altre lingue come cavalla scalciante (in polacco: Kobyla).
Nel marzo 1944, dopo due anni di servizio, Majdanek venne evacuata, sotto l'avanzata dell'Armata Rossa; Hermine tornò a Ravensbrück, dove venne promossa capo del lavoro al dettaglio e, verso la fine dell'anno, a supervisore nel campo secondario di Genthin. Alcuni testimoni affermarono che Hermine abusò di alcuni prigionieri attraverso una speciale frusta che teneva con sé. Nel maggio 1945 fuggì dal campo, ormai vicino dall'essere conquistato dall'esercito sovietico, e tornò a Vienna. Il 6 maggio 1946 venne arrestata da una corte austriaca e detenuta fino al 18 aprile dell'anno successivo. Venne nuovamente arrestata il 7 aprile 1948 per omicidio, infanticidio e maltrattamenti, con riferimento ai fatti di Ravensbrück, ma venne nuovamente rilasciata il 22 novembre 1949. Nessuno dei crimini per i quali fu detenuta furono riferiti alla sua permanenza a Majdanek.

### Il soggiorno statunitense
Durante gli anni seguenti il suo rilascio, il governo austriaco le amnistiò eventuali crimini non ancora denunciati. Successivamente, lavorò presso alcuni alberghi e hotel. In una di queste occasioni conobbe un soldato americano, Russel Ryan, col quale strinse una relazione. Nel 1959 si sposarono e Ryan, diventato uomo d'affari del Queens, le trasmise la cittadinanza americana il 19 gennaio 1963.
Cinque anni dopo, la sua vera identità venne però scoperta da Simon Wiesenthal, che la denunciò presso l'ufficio immigrazione degli Stati Uniti. Secondo la testimonianza dell'ex direttore del New York Times, Joseph Lelyveld, Wiesenthal avrebbe allertato quest'ultimo già da diverso tempo della possibilità che un criminale nazista avesse contratto matrimonio con Ryan e che vivesse a Maspeth, presso il Queens. Trovando la Signora Ryan, si arrivò alla Braunsteiner. Secondo alcune testimonianze durante l'arresto avrebbe detto:

### L'estradizione
Nel 1971 il dipartimento di giustizia cominciò a togliere alla Braunsteiner la cittadinanza a causa della sua dubbia qualità. L'anno successivo, testimoniò presso un tribunale contro un'ex guardia della SS. Quindi, il 14 marzo 1973 Hermine Braunsteiner divenne il primo criminale nazista a essere estradato dagli Stati Uniti d'America. Dopo l'estradizione dovette affrontare un processo in Germania, assieme ad altri 15 ex-membri delle SS di Majdanek.
Uno dei testimoni contro la Braunsteiner affermò che questa avesse l'abitudine di scegliere in base al colore degli occhi i bambini che sarebbero dovuti salire sui camion per le camere a gas. Un altro testimone disse che la Braunsteiner frustava i prigionieri con la fibbia in acciaio della sua cintura fino a far loro perdere conoscenza. Il 30 maggio 1981, all'età di 61 anni, venne così condannata all'ergastolo per i suoi atti al campo di concentramento di Majdanek. Resterà in carcere 15 anni.
Hermine Braunsteiner morì all'età di 79 anni, il 19 aprile 1999, dopo essere stata rilasciata nel 1996 a causa delle complicazioni del suo diabete. È sepolta nel cimitero di Bochum.